# Afgrunden (film fra 2004)
 For alternative betydninger, se Afgrunden. (Se også artikler, som begynder med Afgrunden)
Afgrunden er en dansk film fra 2004 instrueret af	Torben Skjødt Jensen

## Medvirkende
- Vera Gebuhr
- Ole Lemmeke
- Lene Tiemroth
- Lars Mikkelsen
- Trine Dyrholm
- Sarah Boberg
- Steen Stig Lommer
- Jesper Lohmann
- Stina Ekblad
- Lars Simonsen
- Claus Bue
- Claus Flygare
- Inger Hovman
- Berrit Kvorning
- Jesper Asholt
- Steen Springborg